# Pontus Karlson Martell
Pontus Karlson Martell  (* 23. März 1990) ist ein schwedischer Unihockeyspieler, der beim Höllvikens IBF unter Vertrag steht.

## Karriere
Karlson Martell debütierte 2009 für den Höllvikens IBF.
Nach über zehn Jahren bei Höllvikens wechselte der Schwede zum ersten Mal den Verein und schloss sich dem Schweizer Nationalliga-A-Vertreter Chur Unihockey an. 
Nachdem die Saison in der Nationalliga A aufgrund der Corona-Pandemie unterbrochen wurde, wechselte er kurzzeitig zurück zu Höllvikens in die SSL. Nach der Saison 2020/21 wechselte der Schwede zurück zum Höllvikens IBF.